# Adde Malmberg
Anders Bertil "Adde" Malmberg, född 6 november 1955 i Lund, är en svensk ståuppkomiker, regissör och skådespelare, numera bosatt i Stockholm. Han är son till fonetikprofessorn Bertil Malmberg.

## Biografi
Malmberg debuterade som ståuppkomiker 1988 och var en av grundarna av Stand Up Comedy Klubben (S.U.C.K.). Det var genom TV-serien Släng dig i brunnen från Norra Brunn i Stockholm som Adde Malmberg blev känd i hela Sverige. I Stå Upp! Boken om stand-up-comedy skriver Malmberg om ståuppkomikens historia i ett kapitel som heter "Världens näst äldsta yrke: stand-up-comedian".
Tillsammans med Agneta Bolme Börjefors var han programledare för de första omgångarna av SVT:s långkörare Söndagsöppet. 1992 var han och ståupp-kollegan Claes Malmberg programledare för Melodifestivalen. 
Adde Malmberg har deltagit flera gånger i På Spåret. 2001 vann han På Spåret tillsammans med Agneta Bolme Börjefors, 1997 blev han tvåa tillsammans med Cecilia Hagen och 2005-2006 blev han tvåa tillsammans med Magdalena Forsberg.
Adde Malmberg, Johan Schildt och Robert Sjöblom har haft ett återkommande samarbete alltsedan sketchprogrammet The Båttom is Nådd (SVT 1995). Under fyra somrar (2000-2003) skrev, producerade och spelade de i sommarrevyer på Gislövs stjärna på Österlen. Trion har också skrivit en rad föreställningar tillsammans: farsen En Kurd i Stan för Uppsala stadsteater 1998, Panik på Klinik för Åbo Svenska Teater 2001 och Kaos i folkparken 2003 för Fredriksdalsteatern i Helsingborg.
På Fredriksdalsteatern har Adde Malmberg varit en återkommande gäst i olika funktioner. Han bearbetade Molières Den inbillade sjuke till Kärlek & lavemang (2001), skrev Hon jazzade en sommar (2001), regisserade Bröderna Marx-pastischen Den stora premiären (2007), skrev och spelade i Rabalder i Ramlösa (2009), översatte Allo allo emliga armén (2013) och sommaren 2014 spelade han Basil Fawlty i Pang i bygget. 
I par med Danne Stråhed gjorde Malmberg ett försök att etablera nyårsrevy i Malmö, först 2005 med Turning Tossig på Nöjesteatern och året därpå med Tunnelseende på Slagthuset.
Vid sidan av sina roller på Fredriksdalsteatern har Malmberg spelat Arthur Dent i Radioteaterns uppsättning 1987-88 av Liftarens guide till galaxen, Harold Nichols i The Full Monty på Malmö musikteater och Sir Lancelot i Spamalot på Nöjesteatern och Oscarsteatern.
Adde Malmberg har undervisat på Dramatiska Institutet i ståuppkomik. 
Adde Malmberg har regisserat en lång rad revyer, krogshower och kabaréer. På senare år har han allt oftare regisserat teaterpjäser, exempelvis Obesvarad kärlek på Intiman 2009, En sängkammarfars på Malmö stadsteater och Rampfeber på Borås stadsteater 2015. Han är också verksam som översättare av dramatik. 
Hösten 2015 skrev, regisserade och medverkade Adde Malmberg i revyn Utsålt på Stockholms stadsteater. 
Malmberg har kritiserat Anton Magnusson och Simon Gärdenfors låt om pedofili vilket ledde till att Malmberg och Gärdenfors år 2020 fick medverka i ett avsnitt av SVT:s program Mötet.
Han är omgift med skådespelaren Siw Erixon (född 1957) och har tre barn.

### TV och film
- 1990 – smash (TV-serie)
- 1990 – Släng dig i brunnen (TV-serie)
- 1991 – Tack för kaffet (TV-serie)
- 1992 – Melodifestivalen (TV-serie)
- 1992 – Söndagsöppet (TV-serie)
- 1997 – På spåret  (TV-serie)
- 1998 – Släng dig i brunnen (TV-serie)
- 1998 – Snacka om nyheter (TV-serie)
- 2001 – På spåret (TV-serie)
- 2005–2006 – På spåret (TV-serie)

## Teater

### Roller (ej komplett)
| År   | Roll                       | Produktion                                         | Regi             | Teater              |
| ---- | -------------------------- | -------------------------------------------------- | ---------------- | ------------------- |
| 1992 | Medverkande                | Spik, revy                                         |                  | Vasateatern         |
| 2008 | Disponent Sigfrid Rosenius | Rabalder i Ramlösa Adde Malmberg och Johan Schildt | Roine Söderlundh | Fredriksdalsteatern |
| 2010 | Sir Lancelot               | Spamalot Eric Idle och John Du Prez                | Anders Albien    | Nöjesteatern        |
| 2011 | Sir Lancelot               | Spamalot Eric Idle och John Du Prez                | Anders Albien    | Oscarsteatern       |
| 2014 | Basil Fawlty               | Pang i bygget John Cleese och Connie Booth         | Anders Albien    | Fredriksdalsteatern |

### Regi (ej komplett)
| År   | Produktion                                         | Upphovsmän                                            | Teater                              |
| ---- | -------------------------------------------------- | ----------------------------------------------------- | ----------------------------------- |
| 2005 | Hemvärnets glada dagar                             | Gustaf Skördeman och Fredrik Dolk                     | Fredriksdalsteatern                 |
| 2009 | Panik på klinik                                    | Adde Malmberg, Johan Schildt och Robert Sjöblom       | Intiman                             |
| 2010 | Rampfeber Noises Off                               | Michael Frayn                                         | Malmö Stadsteater                   |
| 2011 | Obesvarad Kärlek - En sann Broadwaykomedi Souvenir | Stephen Temperly                                      | Slagthuset                          |
| 2013 | En sängkammarfars Bedroom Farce                    | Alan Ayckbourn                                        | Malmö Stadsteater                   |
| 2013 | Stjärnlogen                                        | Siw Erixon                                            | Skillinge Teater/ Örebro länsteater |
| 2015 | Rampfeber Noises Off                               | Michael Frayn                                         | Borås Stadsteater.                  |
| 2015 | Tresteg i snedsteg Anyone for Breakfast?           | Derek Benfield                                        | Krusenstiernska gården              |
| 2016 | En tröst om hösten - En revy i tiden               | Adde Malmberg                                         | Kulturhuset Stadsteatern            |
| 2017 | Flaggan i topp Hurra, ein Junge                    | Franz Arnold och Ernst Bach Bearbetning Adde Malmberg | Krusenstiernska gården              |
| 2019 | Händer – Som handskas med livet                    | Lotta Olsson                                          | Kulturhuset Stadsteatern            |
| 2020 | Evigt ung                                          | Erik Gedeon Översättning Klas Abrahamsson             | Helsingborgs stadsteater            |

## Priser och utmärkelser
- 2008 – Guldmasken för "Bästa regi" i Den stora premiären[13]